# Ново-Село (Брод)
Ново-Село (серб. Ново Село / Novo Selo) — село в общине Брод Республики Сербской Боснии и Герцеговины. Население составляет 1643  человека по переписи 2013 года.